# تردد متوسط

التردد المتوسط (بالإنجليزية: Medium frequency)‏ هو تعيين الاتحاد الدولي للاتصالات للترددات الراديوية (رف) في مدى 300 كيلو هيرتز إلى 3 ميغاهرتز. حيث تُمثل  الموجة المتوسطة البث الإذاعي ت م جزء من هذا النطاق. ويُعرف نطاق الترددات المتوسطة أيضا باسم النطاق الهكتومتري أو الموجة الهكتومترية حيث تتراوح أطوال الموجات من عشرة إلى 1 هكتومتر (من 1000 إلى 100 متر). ويُعرف النطاق الذي يقل مباشرة عن التردد المتوسط باسم التردد المنخفض، بينما يُعرف النطاق الذي ييد عن التردد المتوسط  باسم التردد العالي. ويستخدم التردد المتوسط  في معظم الأحيان في البث الإذاعي ت م، ومنارات الراديو الملاحية، والاتصالات البحرية من السفينة إلى الشاطئ، والتحكم في الحركة الجوية عبر المحيطات.